# الدموع الساخنة (فلم)
الدموع الساخنة هو فيلم دراما مصري من إخراج يحيى العلمي  وبطولة حسين فهمي، ميرفت أمين، نور الشريف ومحمود المليجي.

## نبذه
تهرب حنان من خالها القواد وزوجة أبيها التي تريد أن تجعل منها راقصة يتم القبض عليها في ساعة متأخرة من الليل بتهمة الاشتباه، ولكن النقيب محمود يتعاطف معها.

## طاقم العمل
- حسين فهمي بدور الضابط محمود
- ميرفت أمين بدور حنان
- نور الشريف بدور الدكتور شريف
- محمود المليجي بدور المستشار حمدي
- نظيم شعراوي بدور رئيس النيابة
- وحيد سيف بدور فيريلا
- بدر نوفل بدور عم خليل

## وصلات خارجية
- مقالات تستعمل روابط فنية بلا صلة مع ويكي بيانات